# Gerry Adams
Gerard Adams (Belfast, Irlanda del Norte, 6 de octubre de 1948), más conocido como Gerry Adams, es un político irlandés. Ha sido presidente del Sinn Féin, miembro de la Cámara de los Comunes por Belfast West, Teachta Dalá por Louth y miembro de la Asamblea de Irlanda del Norte por Belfast West.
Gerry Adams nació en la circunscripción de Belfast Oeste, en el seno de una familia católica nacionalista muy activista. Dejó la escuela St Mary de los Hermanos Cristianos y trabajó de camarero en un pub, si bien se fue involucrando cada vez más en el movimiento republicano, hasta que en 1964 se afilió al Sinn Féin y a Na Fianna Éireann. Algunos documentos oficiales británicos e irlandeses (desclasificados por haber transcurrido treinta años) le señalan como una importante figura del IRA Provisional a principios de la década de 1970, acusación que siempre ha negado. Poco después de aprobarse la prisión preventiva (mediante la conocida como Ley de poderes especiales), Adams fue encarcelado en 1972 en el Maidstone, un barco prisión británico. Se lo consideraba un personaje relevante, como pone de manifiesto el hecho de que fuera liberado para participar en las conversaciones de paz de 1972, pero posteriormente fue arrestado y encarcelado de 1973 a 1977 y en 1978, en esta ocasión en el centro penitenciario de Long Kesh.

## Primeros años
Adams nació en el distrito Ballymurphy de Belfast, Irlanda del Norte. Sus padres, Anne (Hannaway) y Gerry Adams Sr., eran de origen republicano. Su abuelo, también llamado Gerry Adams, fue miembro de la Hermandad Republicana Irlandesa (IRB) durante la Guerra de Independencia de Irlanda. Dos de los tíos de Adams, Dominic y Patrick Adams, habían sido internados por los gobiernos de Belfast y Dublín. J. Bowyer Bell afirma en su libro, The Secret Army, que Dominic Adams era una figura importante en el IRA de mediados de la década de 1940. Gerry Adams Sr. se unió al IRA a los dieciséis años. En 1942, participó en una emboscada del IRA en una patrulla de la Policía Real del Úlster (RUC), pero fue disparado, arrestado y sentenciado a ocho años de prisión.
El bisabuelo materno de Adams, Michael Hannaway, también fue miembro del IRB durante su campaña en Inglaterra en las décadas de 1860 y 1870. El hijo de Michael, Billy, fue agente electoral de Éamon de Valera en las elecciones generales irlandesas de 1918 en West Belfast.
Adams asistió a la escuela primaria de St Finian en Falls Road, donde le enseñaron los hermanos La Salle. Después de aprobar el examen de más de once en 1960, asistió a la Escuela de Gramática de Christian Brothers de St Mary. Dejó St Mary's con seis niveles O y se convirtió en barman. Estuvo cada vez más involucrado en el movimiento republicano irlandés, uniéndose a Sinn Féin y Fianna Éireann en 1964, luego de ser radicalizado por los disturbios de la calle Divis durante la campaña electoral de ese año.
En 1971, Adams se casó con Collette McArdle, con quien tiene un hijo, Gearoid (nacido en 1973), que jugó fútbol gaélico para el equipo masculino de Antrim GAA y fue su asistente de gerente en 2012.

## Inicios en la política

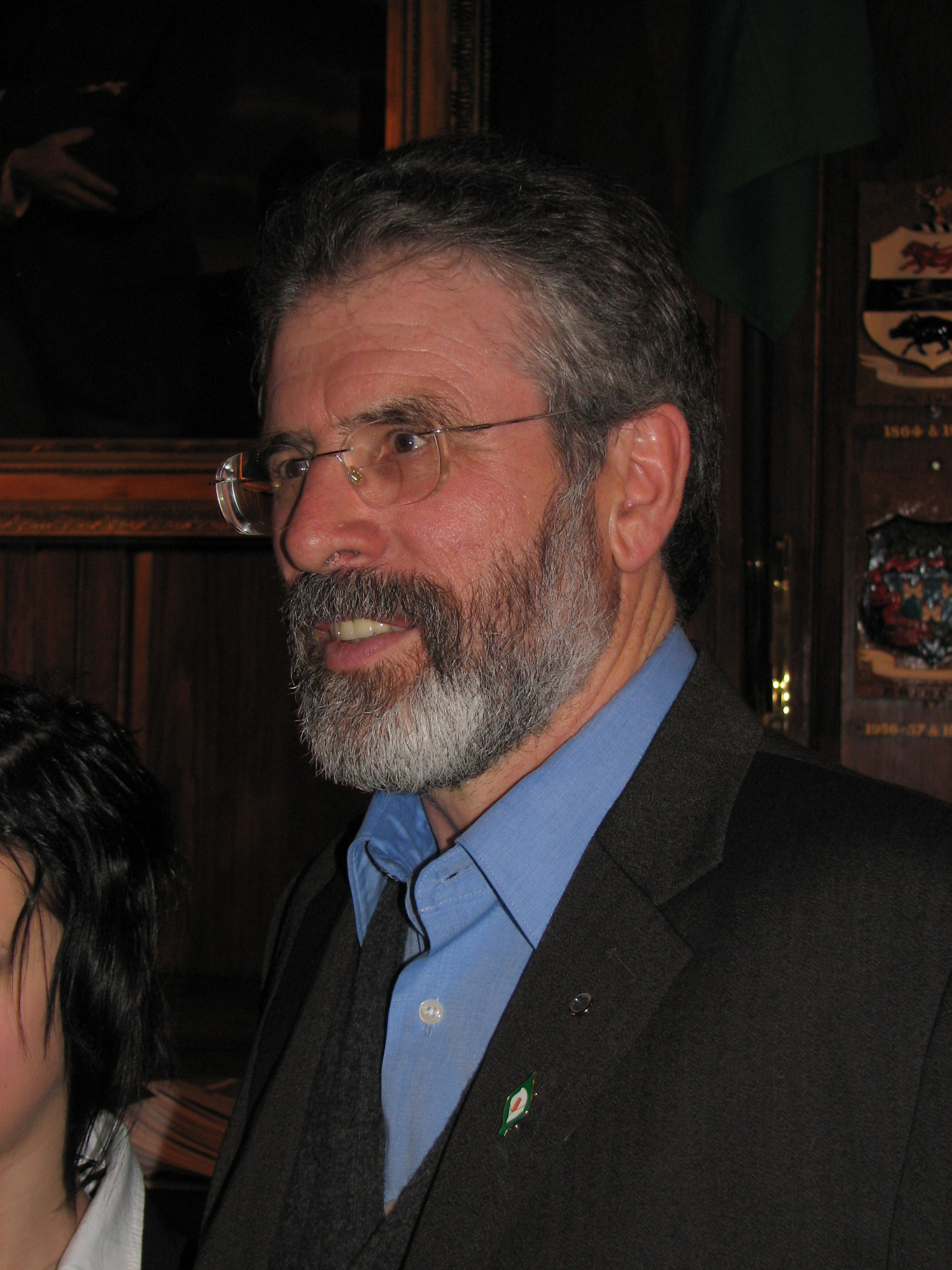
Adams llevando la medalla Easter Lily en honor los irlandeses caídos durante el alzamiento de pascua.

A fines de la década de 1960, se desarrolló una campaña de derechos civiles en Irlanda del Norte. Adams fue un partidario activo y se unió a la Asociación de Derechos Civiles de Irlanda del Norte en 1967. Sin embargo, el movimiento de derechos civiles se enfrentó a la violencia de las contra-manifestaciones leales y la Real Policía del Úlster. En agosto de 1969, ciudades de Irlanda del Norte como Belfast y Derry estallaron en grandes disturbios. Las tropas británicas fueron convocadas a pedido del Gobierno de Irlanda del Norte (ver disturbios de Irlanda del Norte de 1969).
Adams estuvo activo en disturbios en ese momento y luego se involucró en el movimiento republicano. En agosto de 1971, el internamiento se reintrodujo en Irlanda del Norte en virtud de la Ley de Poderes Especiales de 1922. Adams fue internado en marzo de 1972, en el HMS Maidstone, pero en junio se dio a conocer la insistencia del IRA Provisional para participar en conversaciones secretas pero abortivas en Londres. El IRA negoció una tregua de corta duración con el gobierno británico y una delegación del IRA se reunió con el ministro del Interior británico William Whitelaw en Cheyne Walk en Chelsea. La delegación incluyó a Adams, Martin McGuinness, Sean Mac Stiofain (Jefe de Gabinete del IRA), Daithi O'Conaill, Seamus Twomey, Ivor Bell y el abogado de Dublín Myles Shevlin. Adams fue arrestado nuevamente en julio de 1973 e internado en la prisión de Maze. Después de participar en un intento de escape organizado por el IRA, fue sentenciado a un período de prisión. Durante este tiempo, escribió artículos en el periódico An Phoblacht bajo el lema "Brownie", donde criticó la estrategia y la política del presidente de Sinn Féin, Ruairí Ó Brádaigh, y Billy McKee, el oficial al mando del IRA en Belfast. También fue muy crítico con la decisión tomada por McKee de asesinar a miembros del rival IRA oficial, que había estado en alto el fuego desde 1972. En 2020, la Corte Suprema del Reino Unido anuló las condenas de Adams por intentar escapar en la víspera de Navidad en 1973 y nuevamente en julio de 1974.
Durante la huelga de hambre de 1981 en Irlanda del Norte, que supuso el surgimiento de su partido como fuerza política, Adams desempeñó un importante papel en la formulación de políticas. En 1983, fue elegido presidente de Sinn Féin y se convirtió en el primer miembro del parlamento de Sinn Féin elegido a la Cámara de los Comunes británica desde Phil Clarke y Tom Mitchell a mediados de la década de 1950. Tras su elección como diputado por Belfast West, el gobierno británico levantó la prohibición de viajar a Gran Bretaña. De acuerdo con la política de Sinn Féin, se negó a tomar asiento en la Cámara de los Comunes.
El 14 de marzo de 1984, Adams resultó gravemente herido en un intento de asesinato cuando varios miembros armados de la Asociación de Defensa del Úlster (UDA) realizaron más de 20 disparos, en el centro de Belfast, contra el automóvil en el que viajaba Adams y que le impactaron en el cuello, hombro y brazo. Fue llevado de urgencia al Hospital Real Victoria, donde fue sometido a cirugía para extraerle tres balas. John Gregg, miembro de la organización paramilitar lealista y su comando fueron detenidos casi de inmediato por una patrulla del ejército británico que abrió fuego contra ellos antes de embestir su automóvil. Las fuerzas de seguridad tuvieron conocimiento previo del ataque por el aviso de un informante de la UDA. Adams y sus acompañantes sobrevivieron en parte porque la Real Policía del Úlster, actuando según la información de confidentes, habían reemplazado gran parte de la munición de un depósito de armas de la UDA en Rathcoole con balas de baja potencia. Posteriormente, un suboficial del regimiento de defensa del Úlster recibió la "medalla de la reina al valor" por la persecución y detención de uno de los asaltantes.

## Ascenso en el Sinn Féin
En 1978, Adams fue nombrado vicepresidente adjunto del Sinn Féin y en figura clave del desafío contra el liderazgo del presidente del partido  Ruairí Ó Brádaigh y el vicepresidente Dáithí Ó Conaill.
La tregua Reino Unido-IRA de 1975 se ha considerado como el acontecimiento que dio inicio el desafío a la dirección original del Sinn Féin Provisional, que estaba dominado por sureños como Ó Brádaigh y Ó Conaill.
Una de las razones por las que se fundó el IRA Provisional y el Sinn Féin Provisional, en diciembre de 1969 y enero de 1970, respectivamente, fue que dirigentes como Ó Brádaigh, Ó Conaill y McKee se oponían a la participación en las instituciones británicas. La otra razón fue el fracaso del liderazgo de Cathal Goulding en la defensa de las zonas nacionalistas irlandesas durante los  disturbios de Irlanda del Norte de 1969. Cuando, en la convención del IRA de diciembre de 1969 y en la asamblea del Sinn Féin de enero de 1970, los delegados votaron a favor de participar en las elecciones al Dáil Éireann, a la Asamblea de Irlanda del Norte y a la Cámara de los Comunes, las organizaciones se escindieron. Adams, que se había unido al movimiento republicano a principios de la década de 1960, se puso del lado de los Provisionales.
A mediados de la década de 1970, Adams que escribía desde la prisión de Maze bajo el seudónimo de "Brownie" en el Republican News, hizo un llamamiento a una mayor actividad política entre los republicanos, especialmente a nivel local. El llamamiento resonó entre los jóvenes de Irlanda del Norte, muchos de los cuales militaban en el IRA Provisional, pero pocos en el Sinn Féin. En 1977, Adams y Danny Morrison redactaron el discurso de Jimmy Drumm en la conmemoración anual de Wolfe Tone en Bodenstown. El discurso reconocía que la guerra sería larga y que el éxito dependía de una actividad política que complementara la campaña armada del IRA. Esta colaboración entre política y lucha armada se puso también de manifiesto en la declaración de Danny Morrison en el Sinn Féin Ard Fheis de 1981 en la que preguntó "¿Quién de los aquí presentes cree realmente que podemos ganar la guerra a través de las urnas? pero ¿se opondrá alguien si, con una papeleta en una mano y la Armalite en la otra, tomamos el poder en Irlanda?
Incluso después de la elección de Bobby Sands como miembro del parlamento por Fermanagh y South Tyrone, una parte de la movilización masiva asociada con la huelga de hambre irlandesa de 1981 por prisioneros republicanos en los bloques H de la Prisión del Laberinto (conocida como Long Kesh por los republicanos), Adams fue cauteloso de que el nivel de participación política del Sinn Féin pueda generar vergüenza electoral. Charles Haughey, el Taoiseach de la República de Irlanda, convocó elecciones para junio de 1981. En una reunión de Ard Chomhairle, Adams recomendó que disputaran solo cuatro distritos electorales que se encontraban en los condados fronterizos. En cambio, los candidatos de H-Block / Armagh disputaron nueve distritos electorales y eligieron dos TD. Esto, junto con la elección de Sands, fue el precursor de un avance electoral en las elecciones de la Asamblea de Irlanda del Norte de 1982. Adams, Danny Morrison, Martin McGuinness, Jim McAllister y Owen Carron fueron elegidos abstencionistas. El Partido Socialdemócrata y Laborista (SDLP) había anunciado antes de las elecciones que no tomaría ningún asiento, por lo que sus 14 representantes electos también se abstuvieron de participar en la Asamblea y fue un fracaso. Las elecciones de 1982 fueron seguidas por las Elecciones Generales del Reino Unido de 1983, en las que el voto de Sinn Féin aumentó y Adams fue elegido, como abstencionista, como diputado por Belfast West. Fue en 1983 que Ruairí Ó Brádaigh renunció como presidente de Sinn Féin y fue sucedido por Adams.

## Llegada a la presidencia del Sinn Féin
Muchos republicanos habían afirmado durante mucho tiempo que el único estado irlandés legítimo era la República Irlandesa declarada en la Proclamación de la República de 1916. En su opinión, el gobierno legítimo era el Consejo del Ejército del IRA, que había sido investido con la autoridad de esa República en 1938 (antes de la Segunda Guerra Mundial) por los últimos diputados antitratados restantes de la Segunda Dáil. En su discurso de 2005 al Sinn Féin Ard Fheis en Dublín, Adams rechazó explícitamente este punto de vista. "Pero nos negamos a criminalizar a quienes infringen la ley en pos de objetivos políticos legítimos ... Sinn Féin está acusado de reconocer al Consejo del Ejército del IRA como el gobierno legítimo de esta isla. Ese no es el caso". No creo que el Consejo del Ejército sea el gobierno de Irlanda. Tal gobierno solo existirá cuando todo el pueblo de esta isla lo elija. ¿Sinn Féin acepta las instituciones de este estado como las instituciones legítimas de este estado? ".
Como resultado de este no reconocimiento, Sinn Féin se había abstenido de tomar cualquiera de los escaños que ganaron en los parlamentos británico o irlandés. En su Ard Fheis de 1986, los delegados del Sinn Féin aprobaron una resolución para enmendar las reglas y la constitución que permitiría a sus miembros sentarse en el parlamento de Irlanda. Ante esto, Ruairí Ó Brádaigh dirigió una pequeña huelga, tal como él y Sean Mac Stiofain habían hecho dieciséis años antes con la creación del Sinn Féin Provisional. Esta minoría, que rechazó abandonar la política de abstencionismo, ahora se distingue de Sinn Féin al usar el nombre Sinn Féin Republicano  (o Sinn Féin Poblachtach), y sostiene que son los verdaderos Sinn Féin.
El liderazgo de Adams en el Sinn Féin fue apoyado por un cuadro con sede en el norte que incluía a personas como Danny Morrison y Martin McGuinness. Con el tiempo, Adams y otros señalaron los éxitos electorales republicanos a principios y mediados de la década de 1980, cuando los huelguistas de hambre Bobby Sands y Kieran Doherty fueron elegidos para la Cámara de los Comunes británica y Dáil Éireann, respectivamente, y abogaron para que Sinn Féin se volviera cada vez más político y basar su influencia en la política electoral más que en el paramilitarismo. Los efectos electorales de esta estrategia se mostraron más tarde por la elección de Adams y McGuinness a la Cámara de los Comunes.

### Prohibición de su voz
La prominencia de Adams como líder republicano irlandés se vio incrementada por las restricciones de voz en transmisiones británicas de 1988–94, que fueron impuestas por la primera ministra británica Margaret Thatcher para "matar de hambre al terrorista y al secuestrador del oxígeno de la publicidad de la que dependen". Thatcher tomó acción para actuar después de que las entrevistas de la BBC a Martin McGuinness y Adams habían sido el centro de una discusión sobre una edición de After Dark, un programa de discusión propuesto para el Canal 4 que eventualmente nunca se hizo. Si bien la prohibición abarcaba 11 partidos políticos irlandeses y organizaciones paramilitares, en la práctica afectó principalmente a Sinn Féin, el más prominente de estas organizaciones.
Una prohibición similar, conocida como la Sección 31, había sido ley en la República de Irlanda desde la década de 1970. Sin embargo, los medios de comunicación pronto encontraron formas de evitar las prohibiciones. En el Reino Unido, esto fue inicialmente mediante el uso de subtítulos, pero más tarde y más a menudo por un actor que leía palabras acompañadas de un video de la persona prohibida para hablar. Los actores que expresaron a Adams incluyeron a Stephen Rea y Paul Loughran. Este vacío no se podía utilizar en la República, ya que no se permitían las transmisiones palabra por palabra. En cambio, las palabras del orador prohibido fueron resumidas por el lector de noticias, en un video de ellos hablando.
Estas prohibiciones fueron ridiculizadas en dibujos animados y programas de televisión satíricos, como Spitting Image, y en The Day Today, y fueron criticadas por organizaciones de libertad de expresión y personalidades de los medios, incluido el director general de la BBC John Birt y el editor extranjero de la BBC John Simpson. La prohibición en la República dejó de existir en enero de 1994, y la prohibición británica fue levantada por el primer ministro John Major en septiembre.

## El salto a la política institucional
No obstante, el Sinn Féin continuó con su política de abstencionismo hacia el parlamento de Westminster, incluso tras la victoria de Adams en la circunscripción de Belfast Oeste. En las elecciones generales del Reino Unido de 1992, perdió su escaño frente al SDLP, aunque volvió a obtenerlo en las siguientes elecciones de 1997. Durante el liderazgo de Adams, el Sinn Féin pasó de ser una base de apoyo político para el IRA Provisional a ser un partido organizado profesionalmente, tanto en la república como en el norte. Posteriormente se iniciaron contactos oficiosos con el Ministerio para Irlanda del Norte del Reino Unido, entonces encabezado por el Secretario de estado para Irlanda del Norte, Peter Brooke, y con el gobierno de la República, presidido por Charles Haughey.
Hoy sabemos que Gerry Adams participó en conversaciones secretas con el presidente del SDLP y parlamentario John Hume desde 1988. La serie de contactos entre Adams y Hume, así como entre el primero y los gobiernos británico e irlandés¸ sentó las bases para lo que más tarde sería el Acuerdo de Belfast y para el hito que supuso la Declaración de Downing Street y el Documento marco conjunto.
Los éxitos del Sinn Féin condujeron a la tregua del IRA Provisional, anunciada en agosto de 1994. Albert Reynolds, presidente de la República de Irlanda que había sucedido en el cargo a Haughey y desempeñado un papel fundamental a través de su consejero Martin Mansergh en la convocatoria de reuniones entre los diversos partidos, consideró que la tregua sería permanente. No obstante, la lentitud en los avances que provocaba la dependencia del gobierno británico de John Major de los votos unionistas en la Cámara de los Comunes llevó al IRA Provisional a romper la tregua y embarcarse en una nueva campaña armada.
Más tarde se alcanzó un nuevo alto el fuego en el marco de la estrategia de negociaciones, en las que participaron delegaciones de los gobiernos británico e irlandés, el Partido Unionista del Úlster, el SDLP, el Sinn Féin y representantes de las organizaciones paramilitares lealistas, todos bajo la presidencia del antiguo senador estadounidense Mitchell. Juntos alcanzaron el Acuerdo de Belfast (también conocido como Acuerdo de Viernes Santo por haberse firmado el Viernes Santo de 1998); en virtud del mismo, se crearon estructuras que reflejaran las identidades irlandesa y británica de la población de Irlanda del Norte, incluido un Consejo Británico-Irlandés y una Asamblea legislativa de Irlanda del Norte. Los artículos 2 y 3 de la constitución de la república, en los que se podía colegir un contencioso territorial por Irlanda del Norte, se rescribieron y se fundó un comité ejecutivo con poder de codecisión. Parte del acuerdo consistía en que el Sinn Féin abandonase su política abstencionista con respecto al parlamento norirlandés, por lo que este partido ocupó sus escaños en la asamblea de Stormont, así como dos carteras en el gobierno de Irlanda del Norte.
Los oponentes de Gerry Adams en el Sinn Féin Republicano le acusaron de "venderse" al aceptar participar en lo que ellos consideraban "asambleas secesionistas" tanto en la República como en el norte. Aun así, él insistió en que el Acuerdo de Belfast proporcionaba los mecanismos necesarios para lograr una Irlanda unida por medios constitucionales y sin necesidad de violencia.
Cuando el Sinn Féin nombró a sus dos ministros en el Consejo Ejecutivo, igual que el SDLP y el DUP, decidió por razones tácticas no incluir a su líder en la lista. Cuando algún tiempo después el SDLP eligió un nuevo líder, que resultó ser uno de sus ministros, éste optó por permanecer en el comité. Adams dirigió el Sinn Féin en toda Irlanda, Caomhín Ó Caolain es el líder parlamentario en la República de Irlanda y Martin McGuinness es el principal negociador, amén de dirigente del partido en la Asamblea de Irlanda del Norte. La presidencia del Sinn Féin por parte de Adams terminó el 10 de febrero de 2018 con su paso atrás del cargo y la elección de Mary Lou McDonald como presidenta del partido.

## Controversias

### Acusaciones de ser parte del IRA
Adams ha declarado en repetidas ocasiones que nunca ha sido miembro del Ejército Provisional Republicano Irlandés (IRA). Sin embargo, autores como Ed Moloney, Peter Taylor, Mark Urban y el historiador Richard English han nombrado a Adams como parte del liderazgo del IRA desde la década de 1970. Moloney y Taylor afirman que Adams se convirtió en el Jefe de Gabinete del IRA luego del arresto de Seamus Twomey a principios de diciembre de 1977, permaneciendo en el cargo hasta el 18 de febrero de 1978, cuando él, junto con otros veinte sospechosos republicanos, fue arrestado tras el atentado del restaurante La Mon. Fue acusado de ser miembro del IRA y enviado a Crumlin Road Gaol. Fue puesto en libertad siete meses después cuando el Lord Presidente del Tribunal Supremo de Irlanda del Norte, Robert Lowry, dictaminó que no había pruebas suficientes para proceder con el enjuiciamiento. Moloney y el estado inglés Adams habían sido miembros del Consejo del Ejército del IRA desde 1977, permaneciendo miembro hasta 2005 según el ministro irlandés de Justicia, Igualdad y Reforma Legal Michael McDowell.

#### Arresto en 2014
El 30 de abril de 2014, Adams fue arrestado por detectives de la Subdivisión de Delitos Graves del Servicio de Policía de Irlanda del Norte (PSNI), en virtud de la Ley de Terrorismo de 2000, en relación con el asesinato de Jean McConville en 1972. Previamente había dispuesto voluntariamente ser entrevistado por la policía con respecto al asunto, y sostuvo que no estaba involucrado. El compañero político de Sinn Féin, Álex Maskey, afirmó que el momento del arresto, "tres semanas después de una elección", era evidencia de una "agenda política [...] negativa" por parte del PSNI. La familia de Jean McConville había hecho campaña por el arresto de Adams por el asesinato. El hijo de Jean McConville, Michael, dijo que su familia no creía que alguna vez ocurriría el arresto de Adams, pero estaban "bastante contentos" de que el arresto tuviera lugar. Adams fue liberado sin cargos después de cuatro días bajo custodia y se decidió enviar un archivo al Ministerio Público, que decidirá si se deben presentar cargos penales.
En una conferencia de prensa después de su liberación, Adams también criticó el momento de su arresto, al tiempo que reiteró el apoyo de Sinn Féin al PSNI y dijo: "El IRA se ha ido. Está terminado". Adams ha negado que haya estado involucrado en el asesinato o haya sido miembro del IRA y ha dicho que las acusaciones en su contra provienen de "enemigos del proceso de paz". El 29 de septiembre de 2015, el Ministerio Público anunció que Adams no enfrentaría cargos, debido a evidencia insuficiente, como se esperaba desde un informe de la BBC con fecha 6 de mayo de 2014 (2 días después de que la BBC informara su liberación), que se repitió ampliamente en otros lugares.

## Obras
- La búsqueda de la paz, Txalaparta argitaletxea, Tafalla, 2001, ISBN 978-84-8136-174-2.
- Antes del amanecer: autobiografía, Txalaparta argitaletxea, Tafalla, 1997, ISBN 978-84-8136-061-5
- Hacia la libertad de Irlanda, Txalaparta argitaletxea, Tafalla, 1998, ISBN 978-84-86597-34-4.
- The New Ireland.
- Falls Memories, 1982
- The Politics of Irish Freedom, 1986
- A Pathway to Peace, 1988
- An Irish Voice: The Quest for Peace
- Cage Eleven, 1990, Brandon Books, ISBN 978-0-86322-114-9
- The Street and Other Stories, 1993, Brandon Books, ISBN 978-0-86322-293-1
- Free Ireland: Towards a Lasting Peace, 1995
- Before the Dawn: An Autobiography, 1996, Brandon Books, ISBN 978-0-434-00341-9
- Selected Writings
- Who Fears to Speak...?, 2001 (Original Edition 1991), Beyond the Pale Publications, ISBN 978-1-900960-13-7
- An Irish Journal, 2001, Brandon Books, ISBN 978-0-86322-282-5
- Hope and History: Making Peace in Ireland, 2003, Brandon Books, ISBN 978-0-86322-330-3
- A Farther Shore, 2005, Random House
- The New Ireland: A Vision For The Future, 2005, Brandon Books, ISBN 978-0-86322-344-0
- An Irish Eye, 2007, Brandon Books, ISBN 978-0-86322-370-9
- My Little Book of Tweets, 2016, Mercier Press, ISBN 978-1-78117-449-4